# 2013年2月中國大陸

## 2月1日
- 国务院新闻办公室就发布的中央一号文件举行新闻发布会[1][2][3]，中央农村工作领导小组副组长、办公室主任陈锡文介绍，农业农村发展取得“两大突破”[4]。
- 河南义昌大桥发生爆炸坍塌事故，造成10人死亡、11人受伤[5][6]。10名遇难者来自河南、山东和江苏三省。其中河南3人，江苏5人，山东2人。年龄最大的为51岁，最小的24岁，其中2名为女性[7]。
- 一辆属河北省衡水市运输公司的大客车，1月31日下午从河北省廊坊市霸州胜芳镇开往甘肃省庆阳市宁县，1日晚上22时许，行至宁黄（甘肃省宁县至陕西省黄陵县）公路宁县东山弯道处时，车辆冲出路面，坠入距路面29米的坡底，事故造成18人遇难、36人受伤（车牌号为冀T·23171，核载47人，实载54人）。乘客多为宁县、合水县和庆城县在胜芳镇务工返乡人员[8][9][10][11]。
- 下午17时30分左右，四川省泸州市古蔺县畅通运输有限公司一辆大客车（核载30人，实载29人）从古蔺县城驶往古蔺县水口镇庙林村，途经该县石宝镇小坝村路段时，翻至公路外100余米高的斜坡下，事故造成7人当场死亡，6人抢救无效死亡，其余乘客不同程度受伤[12][13][14]。

## 2月2日
- 上午，中华人民共和国外交部副部长宋涛参加第49届慕尼黑安全会议“新兴力量与全球治理”主题讨论[15][16]。美国副总统拜登在慕尼黑安全会议上表示，中国的和平发展对世界各国都有利，中美关系是“健康的竞争关系”[17]。
- 上午9时左右，贵州省从江县谷坪乡一辆驶向县城方向的客车，翻下百余米高的山坡。事故当场造成5人死亡，事故救援过程中4人死亡，送往医院抢救的重伤员又有4人死亡，截至2日中午12时，事故已造成13人死亡、11人重伤、10人轻伤[18][19][20]。
- 上午9时许，广西壮族自治区崇左市大新县五山乡罗山屯通往力山屯的沿山便道一辆厢式小货车翻下30多米深的山沟，当场造成5人死亡，另有14人被紧急送往医院救治，其中2人抢救无效死亡[21][22]。

## 2月5日
- 广东警方在粤东摧毁特大伪造假币案，收缴假币成品、半成品2.1亿元。并收缴制造假币的印刷设备及胶版等。这是广东继2009年破获吴玉玲、方瑞凤等制造假币案（制造了2.86亿假币）后，再次摧毁特大伪造假币案[23][24][25]。

## 2月6日
- 中华人民共和国国务院总理温家宝主持召开国务院常务会议，研究确定促进海洋渔业持续健康发展的政策措施[26]，部署完善研究生教育投入机制，决定加快油品质量升级[27]。

## 2月7日
- 太原市宣布山西省委省委关于太原市政府主要领导同志职务任免的决定。省委决定，耿彦波任太原市委委员、常委、副书记；廉毅敏不再担任太原市委副书记、常委、委员，另有任用[28]。

## 2月8日
- 由中国自主研发的风能机器人“极地漫游者”在南极中山站附近冰盖上“走”出了第一步，这是中国研发的首台基于再生风能驱动的机器人[29][30]。
- 黑龙江伊春市陈庆霞上访遭劳教后又被当局关在太平间失散幼子后续：3名截访者被免。此前中共当地宣传部曾回应称将陈庆霞拘禁在太平间乃“人文关怀”[31]。
- 8日凌晨4时零5分，湖南省常（德）张（家界）高速公路157公里处（斗姆湖路段）发生一起15车连环相撞事故，造成15人死亡，65余人受伤[32]。

## 2月9日
- 中国迎来历史上第100个春节[33][34]。

## 2月17日
- 中广核辽宁红沿河核电站一期1号机组首次并网成功，这标志着中广核红沿河核电站正式进入并网调试阶段[35][36]。

## 2月18日
- 河南周口平坟运动中被强制铲平的约200万座坟头，至少一半在春节期间恢复[37]。按国家规定：2013年起，民政部门禁止强制平坟[38][39][40][41]。

## 2月19日
- 国家食品药品监管局召开新闻发布会，李国庆介绍了新修订发布的《药品经营质量管理规范》[42][43]。
- “感动中国2012年度人物评选”颁奖典礼当晚在中央电视台综合频道播出，罗阳、林俊德、李文波、张丽莉、陈家顺、陈斌强、周月华艾起夫妇、何玥、高秉涵、高淑珍被选为年度人物[44][45][46][47]。此外，评选还向公安部湄公河“105案”专案组表达了特别致敬[48]。

## 2月20日
- 贵州省麻江县5名男童被发现死于烤烟棚中[49][50]，据称男童们是因为在废弃的烤烟棚中燃烧湿润的稻草窒息身亡[51][52][53][54][55][56]。

## 2月22日
- 广东河源东源县（北纬23.9度，东经114.5度）发生4.8级地震，震源深度11公里[57]。

## 2月23日
- 下午，中共中央政治局就全面推进依法治国进行第四次集体学习，中共中央总书记习近平主持学习[58]。

## 2月24日
- 环保部回应有关中国土壤污染状况的政务公开请求：国家秘密[59]。

## 2月25日
- 上午，中共中央总书记习近平在人民大会堂会见中国国民党荣誉主席连战及随访的台湾各界人士[60][61]。

## 2月26日
- 2月26日至28日[62]，中共十八届二中全会在北京举行，中央政治局主持会议，中央委员会总书记习近平作讲话。会议通过拟向十二届全国人大一次会议推荐的国家机构领导人员人选建议名单和拟向全国政协十二届一次会议推荐的全国政协领导人员人选建议名单，通过《国务院机构改革和职能转变方案》，建议国务院将这个方案提交十二届全国人大一次会议审议[63]。

## 2月27日
- 国家电网公司发布《关于做好分布式电源并网服务工作的意见》，承诺将促进光伏、风电、天然气等分布式电源并入国家电网[64][65][66]。
- 中央国企中铁隧道工人约百人打砸抢烧云南省富宁县岩村后续：5名村民被拘留，中铁工人无事[67]。
- 上午6点15分，湖北省老河口市薛集镇秦集小学寄宿学生因拥挤发生踩踏事故，造成4人死亡，11受伤[68][69][70]。

## 2月28日
- 欧洲联盟委员会发布公告称，应欧洲光伏玻璃生产商协会的申诉，欧盟正式启动对中国光伏玻璃的反倾销立案调查[71][72][73]。